# Melocactus neryi
Melocactus neryi är en kaktusväxtart som beskrevs av Karl Moritz Schumann. Melocactus neryi ingår i släktet Melocactus och familjen kaktusväxter. Inga underarter finns listade i Catalogue of Life.

## Bildgalleri

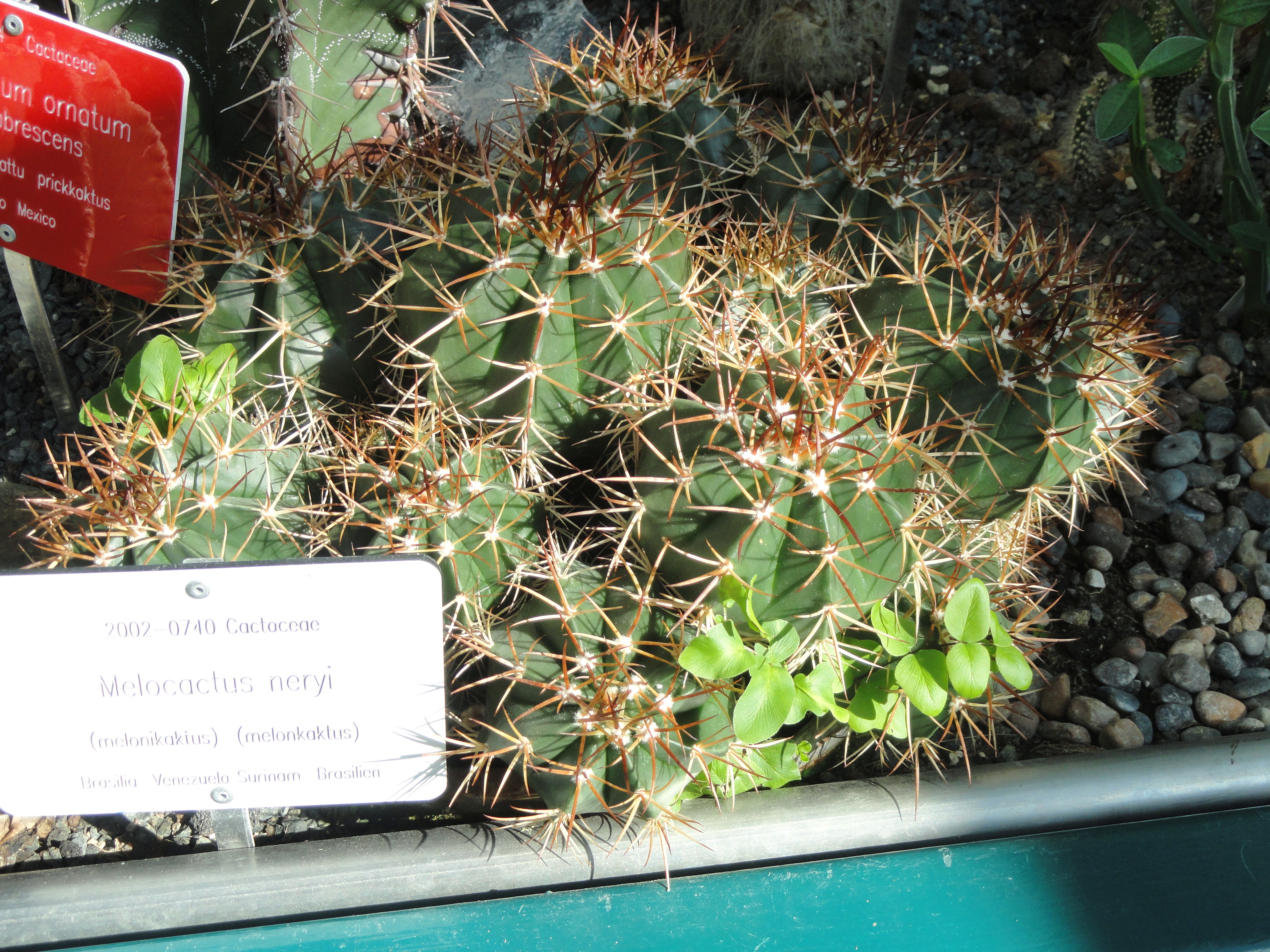